# Ingemar Rogefeldt
Lars Ivar Ingemar Rogefeldt, född 25 maj 1953 i Västerås, är en svensk gitarrist och låtskrivare.
Rogefeldt är mest känd för sitt musikaliska samarbete med brodern Pugh Rogefeldt i bland annat Rainrock men har även spelat gitarr i Jerry Williams kompband Roadwork.
I mitten av 1980-talet slutade han med musiken fram till sommaren 2000 då han gjorde lite inhopp vid olika livespelningar, bland annat med Howlin Hawk & the Leftovers.